# Ribarci
Ribarci (en serbe cyrillique : Рибарци) est un village de Serbie situé dans la municipalité de Bosilegrad, district de Pčinja. Au recensement de 2011, il comptait 23 habitants. 

## Démographie
| 1948 | 1953 | 1961 | 1971 | 1981 | 1991 | 2002 | 2011 |
| ---- | ---- | ---- | ---- | ---- | ---- | ---- | ---- |
| 177  | 181  | 167  | 137  | 93   | 56   | 39   | 23   |

|  |